# 木村太郎 (主播)
木村太郎（1938年2月12日—），日本電視節目主持人；慶應義塾大學畢業。1964年進入NHK擔任新聞記者，1982年起擔任看板電視節目NEWS CENTER 9主播；1988年轉任富士電視台至今。別稱木村（木村さん）、木村伯伯（木村ちゃん）、太郎伯伯（太郎ちゃん）、金爺（キム爺）。

## 播報及主持節目經歷
NHK
- NEWS CENTER 9（日语：ニュースセンター9時）（；1982年4月 - 1988年3月）

富士電視台
- FNN DATE LINE（FNN DATE LINE；1989年4月 - 1990年3月）
- FNN NEWSSCOM（FNN NEWSCOM；1990年4月 - 1994年3月）
- NEWS JAPAN（ニュースJAPAN；1994年4月 - 2000年3月）
- FNN SUPERNEWSS（FNNスーパーニュース；2000年4月 - 2013年3月）
- Mr. Sunday（Mr.サンデー；2010年7月 - ）

## 外部連結
- フジテレビのプロフィールページ （页面存档备份，存于）